# Conti e duchi di Valentinois
Duca di Valentinois (francese: Duc de Valentinois; italiano: Duca Valentino), in precedenza Conte di Valentinois, è un titolo di nobiltà, in origine fra i Pari di Francia. È attualmente uno dei molti titoli ereditari rivendicati dal Principe di Monaco nonostante la sua estinzione nel diritto francese nel 1949. Anche se inizialmente indicava il controllo amministrativo del Ducato di Valentinois, il ducato da allora è diventato parte della Francia, rendendo il titolo semplicemente uno di nobilità.
È stato creato almeno quattro volte: il 17 agosto 1498 per Cesare Borgia, nel 1548 per Diana di Poitiers, nel 1642 per il Onorato II di Monaco e nel 1715 per Giacomo I di Monaco.

## Prima creazione
Luigi XII di Francia creò Cesare Borgia Duca di Valentinois nel 1498. Sia la forma italianizzata di questo titolo sia la sua precedente nomina come Cardinale di Valencia portò all'uso comune del soprannome: "Il Valentino".

## Seconda creazione
Enrico II di Francia creò Diana di Poitiers Duchessa di Valentinois nel 1548.

## Terza creazione
Re Luigi XIII di Francia creò il titolo con lettere patenti, firmate nel maggio 1642 e registrate il 18 luglio 1642, come un insieme di diverse proprietà nella provincia francese del Dauphiné che erano state date in precedenza ad Onorato II di Monaco.
La prima persona a detenere in titolo fu Onorato II, all'epoca della sua creazione già principe regnante di Monaco; alla sua morte passò a suo figlio Luigi I, e quindi al figlio di Luigi Antonio. Tuttavia, dato che l'eredità del titolo era limitata agli eredi maschi, e poiché Antonio aveva soltanto figlie femmine e nessun maschio, dové passare a suo fratello, Francesco Onorato Grimaldi, ma si estinse il 22 luglio 1715 quando Francesco Onorato perso il suo diritto di succedere ad Antonio.

## Quarta creazione
Il 20 ottobre 1715, la figlia maggiore ed erede di Antonio I di Monaco, Luisa Ippolita sposò Jacques-François de Goyon-Matignon, che aveva firmato un contratto il 5 settembre 1715 con il quale era stato costretto a prendere il cognome Grimaldi. Luigi XV a quel punto ricreò il titolo di Valentinois con lettere patenti, firmato nel dicembre 1715 e registrato il 2 settembre 1716, per Jacques, che era succeduto al suocero come Principe Giacomo I; come la precedente creazione, la sua ereditarietà era ristretta agli eredi maschi.
Dopo l'abdicazione di Giacomo nel 1733, il titolo passò senza interruzioni per diverse generazioni di Principe in Principe: da Giacomo ad Onorato II, Onorato IV, Onorato V, Florestano I, Carlo III, Alberto I. Alberto concesse il titolo di Duchessa di Valentinois alla nipote adottiva Charlotte, ormai noto come Principessa Charlotte, Duchessa di Valentinois, il 20 maggio 1919. Il 20 marzo 1920, poco dopo il matrimonio di Charlotte con Pierre de Polignac, egli, come Jacques-François de Goyon-Matignon, prese il titolo di Duca di Valentinois, avendo già cambiato il suo cognome in Grimaldi.
Luigi II, che successe ad Alberto I nel 1922, non detenne il titolo di Valentinois per se stesso. Anche se suo padre aveva concesso il titolo di Valentinois a Charlotte, il suo diritto di successione rimase con Luigi e la sua discendenza; di conseguenza, alla sua morte senza eredi maschi nel 1949, esso diventò estinto per la legge francese e sotto la legge salica. Tuttavia, il suo successore, Ranieri III, lo rivendicò ancora, forse nella convinzione, come suggerito da François Velde, che fu "implicitamente ricreato per Charlotte dalla repubblica francese nel 1919 quando la sua adozione fu approvata". Tuttavia, le varie repubbliche francesi non hanno mai creato, né ricreato nessun ducato.
Con la morte del Principe Ranieri il 6 aprile 2005, il titolo passò a suo figlio, l'attuale Alberto II di Monaco.

## Elenco dei Conti e Duchi di Valentinois

### Conti di Valentinois
| N°  | Nome                  | Carica | Carica |
| N°  | Nome                  | Inizio | Fine   |
| --- | --------------------- | ------ | ------ |
| I   | Adalelme (o Alleaume) | 879    | 912    |
| II  | Boson                 | 912    | 943    |
| III | Geilin I              | 943    | 960    |
| IV  | ?????????             | 960    | 985    |
| V   | Lambert               | 985    | 10??   |
| VI  | Aimar (o Adhémar)     | 10??   | 1058   |
| VII | Geilin II             | 1058   | 10??   |

#### Casa di Poitiers
- 1149-1187 : Guillaume I de Poitiers (1125-1187)
sposato a Beatrice d'Albon
- 1187-1250 : Aymar II de Poitiers (1186-1250)
sposato a Philippa de Fay, signora de Clerieu
- 1250-1277 : Aymar III de Poitiers (1226-1277), nipote del precedente, figlio di Guillaume de Poitiers (1202 † 1227) e di Flotte de Royans
sposato in prime nozze a Sibylle de Beaujeu, figlia d'Humbert V, signore de Beaujeu
sposato in seconde nozze nel 1254 a Marguerite de Savoie († 1254), figlia di Amedeo IV, conte di Savoia
sposato in terze nozze nel 1268 a Alixente de Mercœur († 1286), figlia di Béraud VIII, signore de Mercœur
- 1277-1329 : Aymar IV de Poitiers, conte di Valentinois e di Diois († 1329), figlio del precedente e della suddetta Sibylle de Beaujeu
sposato in prime nozze nel 1270 a Hippolyte de Bourgogne, signora di Saint-Vallier
sposato in seconde nozze nel 1288 a Marguerite de Genève
- 1329-1339 : Aymar V de Poitiers (1271-1339), figlio del precedente
sposato nel 1284 a Sibylle de Baux († 1360)
- 1339-1345 : Louis de Poitiers († 1345), figlio del precedente
sposato nel 1321 a Marguerite de Vergy
- 1345-1374 : Aymar VI le Gros († 1374),figlio del precedente e rettore del Contado Venassino

sposato nel 1344 a Alix Roger de Beaufort, detta la contessa Major
- 1374-1419 : Louis II de Poitiers-Valentinois, conte di Valentinois e di Diois (1354 † 1419), cugino germano del precedente, figlio di Aymar de Poitiers e di Guyotte d'Uzès
sposato in prime nozze a Cécile Roger de Beaufort († 1410)
sposato in seconde nozze nel 1417 a Guillemette de Gruyère
- Alla morte di Louis II, ultimo conte di questa casata, sua figlia Louise de Poitiers (vedova di Humbert VII de Thoire et Villars) vende il Valentinois a Carlo, Delfino e poi Re di Francia. Ma poiché questo non è in grado di prestare fede alle disposizioni testamentarie di Louis II di Savoia, per 25 anni avanzano i propri diritti sul Valentinois, finché nel 1446 li cedono definitivamente ai Re di Francia.

### Duchi di Valentinois
Prima Creazione:
| N° | Ritratto | Nome          | Carica         | Carica        |
| N° | Ritratto | Nome          | Inizio         | Fine          |
| -- | -------- | ------------- | -------------- | ------------- |
| I  |          | Cesare Borgia | 17 agosto 1498 | 12 marzo 1507 |
| II |          | Luisa Borgia  | 12 marzo 1507  | 1548          |

Seconda Creazione:
| N° | Ritratto | Nome              | Carica | Carica         |
| N° | Ritratto | Nome              | Inizio | Fine           |
| -- | -------- | ----------------- | ------ | -------------- |
| I  |          | Diana di Poitiers | 1548   | 26 aprile 1566 |

Terza Creazione:
| N°  | Ritratto | Nome                           | Carica          | Carica          |
| N°  | Ritratto | Nome                           | Inizio          | Fine            |
| --- | -------- | ------------------------------ | --------------- | --------------- |
| I   |          | Onorato II, Principe di Monaco | 1642            | 10 gennaio 1662 |
| II  |          | Luigi I                        | 10 gennaio 1662 | 3 gennaio 1701  |
| III |          | Antonio I                      | 3 gennaio 1701  | 1715            |

Quarta Creazione:
| N°   | Ritratto | Nome         | Carica            | Carica            |
| N°   | Ritratto | Nome         | Inizio            | Fine              |
| ---- | -------- | ------------ | ----------------- | ----------------- |
| I    |          | Giacomo I    | 2 settembre 1716  | 1733              |
| II   |          | Onorato III  | 1733              | 1793              |
| III  |          | Onorato IV   | 1814              | 16 febbraio 1819  |
| IV   |          | Onorato V    | 16 febbraio 1819  | 2 ottobre 1841    |
| V    |          | Florestano I | 2 ottobre 1841    | 20 giugno 1856    |
| VI   |          | Carlo III    | 20 giugno 1856    | 10 settembre 1889 |
| VII  |          | Alberto I    | 10 settembre 1889 | 26 giugno 1922    |
| VIII |          | Luigi II     | 26 giugno 1922    | 9 maggio 1949     |

Il titolo francese di Duca di Valentinois si estinse nel 1949. L'omonimo titolo attualmente esistente sarebbe, secondo l'almanacco di Gotha, una concessione monegasca di un titolo che altrimenti non sarebbe rilevato in Francia.
| N°  | Ritratto | Nome                  | Carica           | Carica           |
| N°  | Ritratto | Nome                  | Inizio           | Fine             |
| --- | -------- | --------------------- | ---------------- | ---------------- |
| I   |          | Principessa Charlotte | 1919             | 15 novembre 1977 |
| II  |          | Ranieri III           | 15 novembre 1977 | 6 aprile 2005    |
| III |          | Alberto II            | 6 aprile 2005    | in carica        |

### Il Valentinois come ducato dato in appannaggio

#### Prima creazione
Luigi XII di Francia creò per Cesare Borgia il titolo di Duca del Valentinois (Duca di Valentino) nel 1498.

#### Seconda creazione
Enrico II di Francia creò Diana di Poitiers Duchessa del Valentinois nel 1548.

#### Terza creazione
Il Re Luigi XIII di Francia creò il titolo per lettere patenti, siglate nel maggio del 1642 e registrate il 18 luglio 1642, come conglomerato di diversi stati francesi della provincia del Delfinato che erano stati precedentemente affidati ad Onorato II di Monaco.
La prima persona a portare questo titolo fu Onorato II di Monaco, Principe regnante all'epoca della creazione; alla sua morte il titolo passò al figlio Luigi I, e quindi al di lui figlio Antonio I. Ad Ogni modo il titolo era legato alla legge salica e dal momento che Antonio aveva avuto una sola figlia femmina, il titolo passò al fratello François-Honoré Grimaldi, ma si estinse il 22 luglio 1715 quando François-Honoré pretese i propri diritti di successione ad Antonio.

#### Quarta creazione
Il 20 ottobre 1715, la figlia maggiore di Antonio I e sua erede, Luisa Ippolita sposò Jacques-François de Goyon-Matignon, che aveva siglato un contratto il 5 settembre 1715 con il quale si impegnava ad assumere il cognome di Grimaldi. Luigi XV ricreò quindi il titolo di Duca del Valentinois per lettere patenti, siglate nel dicembre del 1715 e registrate il 2 settembre 1716, per Giacomo, che sarebbe dovuto succedere al suocero con il nome di Giacomo I; come la precedente creazione, la sua eredità venne ristretta secondo la legge salica.
All'abdicazione di Giacomo nel 1733, il titolo passò ininterrottamente ai principi di Monaco di generazione in generazione sino ad Alberto I. Alberto concesse il titolo di Duchessa del Valentinois alla sua pronipote adottiva Carlotta, meglio conosciuta come Carlotta del Valentinois, il 20 maggio 1919. Il 20 marzo 1920, poco tempo dopo il matrimonio di Carlotta con Pierre de Polignac, egli, come Jacques-François de Goyon-Matignon, ottenne il titolo di Duca del Valentinois, avendo accettato di cambiare il proprio cognome in Grimaldi.
Dal momento che la coppia morì senza eredi maschi, il titolo tornò al ramo principale dei Grimaldi e si perpetua oggi tra i titoli reali del Principato di Monaco.

## Fonti
- Velde, Francois, Monaco, in Heraldica. URL consultato il 27 marzo 2005.
- Cesare Borgia, in The Columbia Electronic Encyclopedia. URL consultato il 4 maggio 2005.